# Dubbelpunt (wiskunde)

De kromme met vergelijking heeft een dubbelpunt in (0,0).

Een dubbelpunt is een begrip uit de wiskunde, dat aanduidt dat het bedoelde punt meervoudig optreedt:
- Zo ligt op een vlakke of ruimtekromme een dubbelpunt als de kromme zichzelf in dat punt snijdt of raakt.
- Als in een punt van een oppervlak meer dan een raakvlak bestaat, heet dat punt een dubbelpunt. Het oppervlak is dan in ieder geval een zelfdoorsnijdend oppervlak.

Een dubbelpunt is dus iets anders dan een dubbelepunt.